# Toranaga (Band)
Toranaga war eine britische Thrash-Metal-Band aus Bradford, West Yorkshire, die im Jahr 1985 gegründet wurde und sich im Jahr 2006 wieder trennte.

## Geschichte
Die Band wurde im Jahr 1985 gegründet. Im März 1988 war die Aufstellung vollständig und bestand aus Gitarrist Andy Mitchell, Schlagzeuger Steve Todd, Bassist Andy Burton und Sänger Mark Duffy. Letzterer antwortete auf eine Werbeanzeige im Kerrang!-Magazin und trat der Band bei. Auch hatte die Band bereits einen Vertrag mit Peaceville Records. Das Debütalbum Bastard Ballads wurde im selben Jahr bei diesem Label veröffentlicht. Es wurde von Kevin Ridley produziert.
Nach der Veröffentlichung des Albums folgten einige Live-Auftritte, so auch unter anderem in der BBC Radio 1 Rock Show. Toranaga nahm dort eine Session für die Friday Rock Show von Tommy Vance auf. Dies erhöhte die Bekanntheit der Band, wodurch sie im September 1989 einen Vertrag mit Chrysalis Records erreichte. Bei diesem veröffentlichten sie das zweite Album God’s Gift im Jahr 1990. Das erste Lied namens The Shrine, das auf dem Album enthalten war, erhielt zudem noch ein Musikvideo. Der Veröffentlichung des Albums folgte eine Tour durch Europa.
Im Jahr 1991 trennte sich Toranaga von Chrysalis Records. Mark Duffy und Andy Burton verließen die Band Anfang 1992. Während der 1990er Jahre hielt die Band Konzerte mit wechselnden Sängern und Bassisten. Sänger Mark Duffy trat der Band 2001 wieder bei und schrieb zusammen mit Andy Mitchell, Steve Todd und Bassist Sean Dooley einige Lieder. Zusammen folgten einige Demoaufnahmen. Ende 2001 verließ Steve Todd die Band. Im September 2004 nahm Toranaga ein weiteres Album auf. Jedoch wurden nur sieben unvollständige Lieder aufgenommen. Auch verlief die Suche nach einem Schlagzeuger ergebnislos. Andy Mitchell verließ die Band im Juni 2006, um nach Australien auszuwandern. Dies führte zur Trennung der Band und dazu, dass das aufgenommene, dritte Album unveröffentlicht bleiben sollte.

## Stil
Auf ihrem Myspace-Profil gibt die Band Black Sabbath, Dio, Iron Maiden und AC/DC als ihre Haupteinflüsse an. Die Band spielt klassischen Thrash Metal, der sich im mittleren Geschwindigkeitsbereich befindet. Die Band wird mit anderen Bands wie Overkill und Holy Terror verglichen.

## Diskografie
- 1988: Bastard Ballads (Album, Peaceville Records)
- 1990: God’s Gift (Album, Chrysalis Records)
- 1990: Psychotic / The Shrine (Single, Rock Hard Magazin)[4]